# Budîșce, Lîseanka
Budîșce (în ucraineană Будище) este localitatea de reședință a comunei Budîșce din raionul Lîseanka, regiunea Cerkasî, Ucraina.

## Demografie
Componența lingvistică a localității Budîșce
     Ucraineană (96,4%)
     Rusă (2,95%)
Conform recensământului din 2001, majoritatea populației localității Budîșce era vorbitoare de ucraineană (96,4%), existând în minoritate și vorbitori de rusă (2,95%).